# Vasile Buhăescu
Vasile Buhăescu (* 2. Februar 1988 in Huși) ist ein rumänischer Fußballspieler.

## Karriere
Die Karriere von Buhăescu begann im Alter von 17 Jahren bei FCM Huși in seiner Heimatstadt. Im Januar 2006 wechselte er zum nahe gelegenen Erstligisten FC Vaslui. Dort wurde er im Laufe der Saison 2005/06 zur Stammkraft. Nach einem Mittelfeldplatz 2007 verlor er in der Spielzeit 2007/08 diesen Status wieder. Buhăescu war in den folgenden Jahren lediglich Ergänzungsspieler. Für die Rückrunde 2009/10 wurde er an CS Concordia Chiajna in die Liga II ausgeliehen. Auch während der Saison 2010/11 war er zunächst an Politehnica Iași, dann an Petrolul Ploiești ausgeliehen, wo er am Saisonende den Aufstieg in die Liga 1 schaffte. Im Sommer 2011 kehrte er nach Vaslui zurück. In der Saison 2013/14 wurde er an ASA Târgu Mureș in die Liga II ausgeliehen, wo er abermals in die Liga 1 aufstieg.
Nachdem sein Stammverein im Sommer 2014 aus der Liga 1 ausgeschlossen worden war, wechselte Buhăescu zu CSM Metalul Reșița in die Liga II. Mit Metalul verpasste er in der Saison 2014/15 den angestrebten Aufstieg. Er wechselte zu Ligakonkurrent CS Mioveni, löste seinen Vertrag aber schon im Oktober 2015 wieder auf. Anfang 2016 heuerte er bei Olimpia Satu Mare an. Dort sicherte er mit sechs Toren in der Abstiegsrunde den Klassenverbleib. Anschließend wechselte er zu Juventus Bukarest. Dort steuerte er in der Saison 2016/17 elf Treffer zum Aufstieg seines neuen Klubs bei. Er verließ den Verein mit dem Ziel FC Argeș Pitești, bei dem er in drei Jahren auf eine bemerkenswerte Trefferquote kam. Seit 2021 spielt Buhăescu bei CSA Steaua Bukarest.

## Erfolge
- Aufstieg in die Liga 1: 2011, 2014, 2017